# Ekumenska teologija
Ekumenska teologija grana je teologije koja se bavi pitanjima ekumenizma. Proučava nastanak suvremenog ekumenskog pokreta i njegova načela, motive i razloge crkvenih raskola, te pokušaje i načine ujedinjenja raznih kršćanskih zajednica.

## Vanjske poveznice
Mrežna mjesta
- Thomas Bremer, Ekumenizam i ekumenska teologija na prekretnici", Crkva u svijetu 1/2015.
- Juro Zečević-Božić, Ekumenizam kao traženje jedinstva u različitosti (2016.)
- Unitatis redintegratio  Arhivirana inačica izvorne stranice od 13. kolovoza 2021. (Wayback Machine), dekret II. vatikanskog sabora o ekumenizmu